# بيل بيرين
بيل بيرين (بالإنجليزية: Bill Perrin)‏ هو لاعب كرة قاعدة أمريكي، ولد في 23 يونيو 1923 في نيو أورلينز في الولايات المتحدة، وتوفي بنفس المكان في 30 يونيو 1974.

## وصلات خارجية
- بيل بيرين على موقعبيزبول رفرنس.كوم (الدوري الرئيسي) (الإنجليزية)